# 九龍巴士280P線
九龍巴士280P線是香港一條已取消的巴士路線，由穗禾苑單向前往尖沙咀（中間道）。

## 歷史
本路線提供沙田穗禾苑、瀝源禾輋、沙田市中心及新田圍往九龍塘、何文田、佐敦及尖沙咀的巴士服務，於1992年8月24日起投入服務，只在上午繁忙時間服務，方便居民前往佐敦及尖沙咀上班。 
最初是前往尖沙咀碼頭，2001年10月22日起配合尖沙咀碼頭巴士總站行人道擴建工程，縮短至彌敦道近中間道，由於尖沙咀碼頭總站泊位緊張，藉此減少前往尖沙咀碼頭的巴士路線，因此工程完成後，本路線都沒有遷回尖沙咀碼頭。
本線原定於2014年12月13日停止服務，由取道青沙公路的全日新路線280X取代。由於沙田區市民就該線開辦後80M線的班次仍有強烈意見，故開辦日期稍作延遲。直至2015年1月24日才可以解決問題和正式實施。

## 服務時間（詳細班次）
| 穗禾苑開                 | 穗禾苑開                   |
| 日期                     | 開出時間                   |
| ------------------------ | -------------------------- |
| 星期一至六               | 06:45、07:05、07:25、07:45 |
| 星期一至六               | 08:00、08:15、08:30        |
| 星期一至六               | 09:00、09:30、10:00        |
| 星期日及公眾假期不設服務 |                            |

## 收費
全程：$8.1
- 過獅子山隧道後往尖沙咀：$6.4

| - 本線設有12歲以下小童及65歲或以上長者半價優惠。 - 65歲或以上香港居民使用「樂悠咭」，以及12歲以下合資格殘疾兒童使用「殘疾人士身份」個人八達通繳付車資，均可享有每程$2.0或半價（以較低者為準）的票價優惠；12至64歲合資格殘疾人士使用「殘疾人士身份」個人八達通（包括「樂悠咭」），以及60至64歲香港居民使用「樂悠咭」繳付車資，均可享有每程$2.0或全費（以較低者為準）的票價優惠。 - 65歲或以上長者如使用長者或一般個人八達通繳付車資，則只可享有半價優惠；12至64歲合資格殘疾人士如不使用「殘疾人士身份」個人八達通，以及60至64歲人士如不使用「樂悠咭」繳付車資，必須繳付全費。 - 乘客可以現金或八達通於上車時付款，不設找續。 - 每位成人乘客可免費攜帶最多兩名4歲以下而不佔座位的兒童乘客乘車，超額之4歲以下小童必須繳付小童車費乘車。 - 持有「九巴月票」之乘客在車票有效期內，每日可享最多10程任何九龍巴士及龍運巴士路線（包括本路線，以及聯營路線的九龍巴士／龍運巴士提供的班次；惟乘搭機場「A」及「NA」線則可享原價二七折優惠（不會計算每天10次合資格車程））；而B1線則每日可享最多各2程（不會計算每天10次合資格車程）。 - 九龍巴士、城巴、龍運巴士及陽光巴士全職員工及家屬（不包括外判職員）可免費乘搭本路線，惟必須拍職員或職員家屬八達通。 - 乘客亦可透過多元化電子支付系統（e度嘟）繳付車資，包括使用非接觸式VISA卡、JCB卡、萬事達卡、銀聯卡、美國運通、大來國際、Discover Card、Apple Pay、Google Pay、Samsung Pay、AlipayHK「易乘碼」、支付寶、WeChatHK／微信支付「搭車碼」、銀聯雲閃付「乘車碼」及BOC Pay「乘車碼」。乘客使用此付款方式，使用此支付方式的乘客可享有中途下車之分段收費，以及與其他九巴／龍運獨營路線或聯營線九巴／龍運班次之轉乘優惠，惟不適用於與非九巴／龍運路線之轉乘優惠，亦不能享有「公共交通費用補貼計劃」及「長者及合資格殘疾人士公共交通票價優惠計劃」。 |

## 使用車輛
本線取消前由80M、81K及284線抽調車輛行走。

## 行車路線
經：穗禾苑通道、穗禾路、山尾街、火炭（山尾街）公共運輸交匯處、山尾街、火炭路、源禾路、擔杆埔街、沙田正街、白鶴汀街、沙田正街、獅子山隧道公路、獅子山隧道、窩打老道及彌敦道。

### 沿線車站
| 穗禾苑開   | 穗禾苑開       | 穗禾苑開                     |
| 序號       | 車站名稱       | 位置                         |
| ---------- | -------------- | ---------------------------- |
| 1          | 穗禾苑巴士總站 | 穗禾苑巴士總站               |
| 2          | 穗禾路         | 穗禾路                       |
| 3          | 火炭（山尾街） | 火炭（山尾街）公共運輸交匯處 |
| 4          | 火炭村         | 火炭路                       |
| 5          | 禾輋邨         | 源禾路                       |
| 6          | 瀝源邨         | 源禾路                       |
| 7          | 沙田大會堂     | 担扞莆街                     |
| 8          | 帝都酒店       | 白鶴汀街                     |
| 9          | 文化博物館     | 獅子山隧道公路               |
| 10         | 新田圍邨       | 獅子山隧道公路               |
| 獅子山隧道 |                |                              |
| 11         | 聯合道         | 窩打老道                     |
| 12         | 九龍塘站       | 窩打老道                     |
| 13         | 龍濤花園       | 窩打老道                     |
| 14         | 九龍醫院       | 窩打老道                     |
| 15         | 萬基大廈       | 窩打老道                     |
| 16         | 何文田街       | 窩打老道                     |
| 17         | 廣華醫院       | 窩打老道                     |
| 18         | 油麻地消防局   | 窩打老道                     |
| 19         | 加士居道       | 彌敦道                       |
| 20         | 德成街         | 彌敦道                       |
| 21         | 金巴利道       | 彌敦道                       |
| 22         | 中間道         | 彌敦道                       |

## 外部連結
- 九巴280P線—九龍巴士 （页面存档备份，存于）